# Conclaaf van 1878
Het Conclaaf van 1878 volgde op het overlijden van paus Pius IX op 7 februari 1878. Dit conclaaf, dat plaatsvond tussen 18 en 20 februari 1878, verschilde sterk van eerdere conclaven.

## Voorgeschiedenis

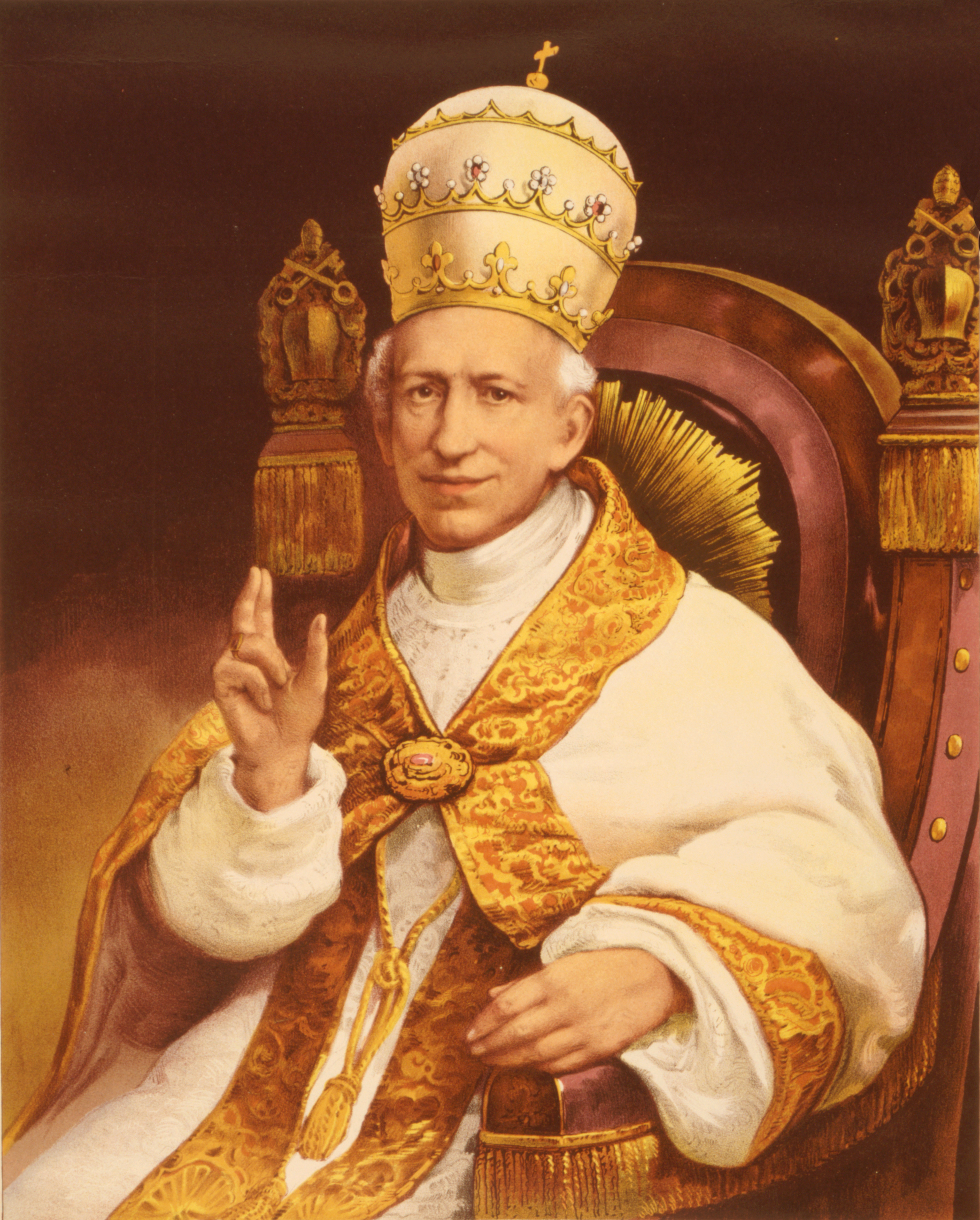
Paus Leo XIII

Met de dood van paus Pius IX was een einde gekomen aan een pontificaat van bijna 32 jaar, het langste na dat van Petrus. Hierdoor bestond het College van Kardinalen uit mannen die Pius' visie op de wereld en het geloof deelden. De nieuwe paus zou slechts als religieus leider heersen en niet als staatshoofd van de Kerkelijke Staat daar deze bij de unificatie van Italië in 1870 volledig in het koninkrijk Italië was opgegaan. Vele bezittingen waren daardoor ook niet meer in handen van de kerk, waaronder het Palazzo del Quirinale, waar in de 19e eeuw 4 conclaven gehouden waren. Het Palazzo was nu eigendom van koning Umberto I van Italië. Als locatie voor het conclaaf werd nu gekozen voor de Sixtijnse Kapel.
Centraal bij de verkiezing stond de profielschets van de opvolger van Pius IX: moest er gekozen worden voor een kandidaat die het beleid van de overleden paus zou voortzetten - een religieus en politiek reactionair beleid zonder concessie te willen doen richting het nieuwe koninkrijk - of moest gezocht worden naar een meer liberale opvolger die zich met name zou inzetten voor samenwerking en verzoening met de nieuwe Italiaanse regering waardoor een einde zou kunnen komen aan de "gevangenschap" van de paus in het Vaticaan ?
Andere zaken die speelden tijdens de verkiezing waren:
- Kerk-staat relaties in Italië, de Derde Franse Republiek, Ierland en de Verenigde Staten.
- De later door Leo XIII als Amerikanistisch genoemde ketterij.
- Verdeling binnen de geloofsgemeenschap door de in het Eerste Vaticaans Concilie afgekondigde onfeilbaarheid.
- Onduidelijkheid over de status van het Eerste Vaticaans Concilie, waaraan na de 'bevrijding' van Rome niets meer mee was gedaan.

Op de achtergrond speelde ook nog de regeringsduur van Pius IX mee: met een relatief jonge paus zou men opnieuw rekening moeten houden met een lang pontificaat.

## Conclaaf
Pius IX had - in de vrees dat het nieuwe Italiaanse Koninkrijk zich zou willen bemoeien met de keuze van de nieuwe paus, de apostolische constitutie In hac sublimi (1871) uitgevaardigd, waarin hij inmenging van buiten nadrukkelijk verbood, en waarin hij - bovendien - de kardinalen aanspoorden om haast te maken met de verkiezing van zijn opvolger. Met de constitutie Consulturi uit 1877 had Pius bovendien bepaald dat het Conclaaf moest opbreken en naar een andere plaats verhuizen, mochten de kardinalen op de oorspronkelijke plaats van het conclaaf van buitenaf worden lastiggevallen.
Doordat de sfeer in Rome vóór het begin van het conclaaf onrustig en anti-kerkelijk was, werd door sommige kardinalen voorgesteld de verkiezing buiten Rome en zelfs buiten Italië te houden, waarbij Spanje genoemd werd. Dit stuitte echte op weerstand bij de camerlengo, kardinaal Gioacchino Pecci en uiteindelijk werd door alle kardinalen besloten voor het Vaticaan te kiezen, waar het conclaaf op 18 februari in de Sixtijnse kapel begon. Drie kardinalen waren hierbij niet aanwezig, 1 door ziekte, 2 arriveerden te laat.
Geheel tegen de voorschriften in werden de uitslagen van de stemmingen op de daaopvolgende dagen bekendgemaakt.

### Ronde 1 (ochtendstemming 19 feb)
- Kardinaal Pecci 19 stemmen
- Kardinaal Bilio 6 stemmen
- Kardinaal Franchi 4 stemmen

### Ronde 2 (middagstemming 19 feb)
- Kardinaal Pecci 26 stemmen
- Kardinaal Bilio 7 stemmen
- Kardinaal Franchi 2 stemmen

### Ronde 3 (ochtendstemming 20 feb)
- Kardinaal Pecci 44 stemmen - gekozen

## Resultaten, gevolgen en nasleep
De verkiezing van kardinaal Pecci, die de naam Leo XIII koos, was een overwinning voor de liberale krachten. Pecci was een bisschop die leiding had gegeven aan het bisdom Perugia dat tijdens de opheffing van de Kerkelijke Staat rustig en zonder problemen opgenomen was binnen het koninkrijk Italië. Leo XIII werd gezien als een diplomatiek pragmatist met de tact en flexibiliteit die bij Pius IX door diens tegenstanders werden gemist.
Leo XIII was met zijn 68 jaar jong genoeg om de zware functie op zich te nemen maar tevens oud genoeg voor het vooruitzicht van een relatief kort pontificaat van tien of 15 jaar. Waar Pius IX werd gezien als een paus die de kerk isoleerde van de internationale opinie, werd Leo XIII gezien als een persoon die het internationale respect van het Vaticaan kon terugwinnen.
Ook Leo XIII zou de Rooms-Katholieke Kerk gedurende een lange periode, 25 jaar, besturen waarmee hij het op 2 na langste pontificaat op zijn naam zette (op 4 maart 2004 nam paus Johannes Paulus II deze plaats op de lijst van hem over). Bij zijn overlijden was paus Leo XIII met zijn 93 jaar de oudste ooit die het pausambt bekleedde.

## Trivia
Het pontificaat voorafgaand aan het conclaaf van 1878 was het op een na langste in de geschiedenis en werd gevolgd door het op twee na langste pontificaat. Er waren dan ook maar vier kardinalen die naast dit conclaaf deelnamen aan een ander conclaaf.
- Ook deelgenomen aan het conclaaf van 1846
  - Luigi Amat di San Filippo e Sorso
  - Fabio Maria Kardinaal Asquini
  - Domenico Kardinaal Carafa della Spina di Traetto
- Ook deelgenomen aan het conclaaf van 1903
  - Luigi Kardinaal Oreglia di Santo Stefano